# Iñaki López
Iñaki López Roldán (Portugalete, Vizcaya, 4 de agosto de 1973) es un periodista español, que ha desempeñado la mayor parte de su carrera profesional en programas del grupo EITB, la radiotelevisión pública del País Vasco. Su reconocimiento en el panorama nacional se debe al espacio La Sexta noche.

## Formación
Iñaki López se licencia en Periodismo por la Universidad del País Vasco en el año 1996, pero ya desde 1993 compagina sus estudios con la presentación de diversos programas en las emisoras locales TeleBilbao y Radio Nervión.

## Trayectoria profesional

### TeleBilbao
Sus primeras apariciones en TeleBilbao consistían en preguntas de calle acompañado de un cámara y micrófono en mano. Su cometido era recorrer las calles de Bilbao preguntando al ciudadano. Más tarde copresentó durante varias temporadas el programa Radio a la vista y también participó en el magacín tertuliano Kapital Vip, presentado por Joseba Solozábal.
En 1996 presentó el programa Que te doy con el pico de la plancha, programa de debate con llamadas del público y unos 6 debatientes, donde se discutía sobre diferentes temas como la Iglesia, el sexo, etc., y donde uno de los invitados fue el actor y productor porno Torbe.
También presentó el programa de cocina Las recetas de José Juan Castillo, junto con este chef (gerente del restaurante Casa Nicolasa). Este programa se pudo ver a nivel nacional a través de la red Local Media TV.

### ETB
En 1999 da el salto a ETB2 de la mano de Antxon Urrosolo, con quien colabora en el programa 100% vascos. En ese mismo año, acompaña a Emma García en la conducción del magacín El submarino amarillo.
Poco después, se incorpora a la plantilla de la productora K2000 como colaborador en Lo que faltaba, programa presentado por Yolanda Alzola y Txetxu Ugalde, que se mantiene en antena hasta abril de 2004.
Entre 2001 y 2003, además, la cadena le encarga la presentación, junto a Adela González, del magazine de sobremesa Mójate, que sustituye a Lo que faltaba durante los meses de verano.
En 2003, después de dejar Lo que faltaba, estrena en solitario Buen rollito, programa de vídeos que compagina con el late-show La gran evasión, presentado por Carlos Sobera y producido por El Terrat para ETB2. Cuando Sobera abandona el proyecto, la cadena decide adaptar el programa, que pasa a llamarse Algo pasa con López y que continúa en antena hasta verano de 2004.
Desde el mes de mayo de 2004 hasta el 12 de febrero de 2010 López copresentó junto a Adela González el magazine de actualidad en directo Pásalo. Fue un formato novedoso por el que pasaron ochenta colaboradores. No estaban ligados necesariamente a los medios de comunicación y representan a las diversas sensibilidades sociopolíticas del País Vasco y de Navarra. En un primer momento, la periodista Adela González iba a ser la encargada de presentar el programa en solitario, pero finalmente, la productora acordó la incorporación de Iñaki López, en calidad de copresentador. Se alcanzó la cifra de 1.418 programas.
A partir del 25 de enero de 2010 Iñaki López comenzó a presentar los debates de lo acontecido en el programa El conquistador del fin del mundo. Le acompañaban en el programa Berta López y Javier Maldonado. Fue sustituido por Patxi Alonso cuando en diciembre de 2012 se hizo público que La Sexta estaba buscando un debate para la noche de los sábados y fichó a Iñaki López, junto con Andrea Ropero.
En 2014 regresó a ETB con el programa Iñaki & Cía en el que realiza entrevistas a diversas celebridades.

### Cuatro
En marzo de 2010 se anuncia el fichaje de Iñaki López por Mediaset España para la conducción del concurso de nueva creación Justo a tiempo en Cuatro. En abril de 2010 se retira de la programación por no alcanzar los objetivos de audiencia.

### La Sexta
De enero de 2013 a septiembre de 2021 presentó y moderó La Sexta noche, un programa que abordaba la actualidad social de la semana y en el que varios tertulianos analizaban desde distintos puntos de vista la actualidad más reciente. Después pasaría a presentar el programa Más vale tarde junto con Cristina Pardo.
Además, el 1 de julio de 2017 retransmitió la manifestación y el desfile del WorldPride Madrid 2017 junto con Cristina Pardo. También con ella, presentó las campanadas de Nochevieja de 2017, 2018, 2019 y 2020 para La Sexta.

### Atresplayer
Desde el 24 de mayo del 2020 presenta en Atresplayer la serie documental sobre artistas españoles Pongamos que hablo de...

## Programas de televisión
| Año               | Programa                     | Canal                          | Notas                            |
| ----------------- | ---------------------------- | ------------------------------ | -------------------------------- |
| 2010              | Justo a tiempo               | Cuatro                         | Presentador                      |
| 2013 – 2021       | La Sexta noche               | La Sexta                       | Presentador                      |
| 2014              | Iñaki & Cía                  | ETB2                           | Presentador                      |
| 2015; 2017        | Al rojo vivo                 | La Sexta                       | Invitado                         |
| 2017              | World Pride Madrid 2017      | La Sexta                       | Presentador                      |
| 2017 – 2018; 2020 | El hormiguero                | Antena 3                       | Invitado                         |
| 2017; 2020 – 2021 | Zapeando                     | La Sexta                       | Invitado                         |
| 2017 – 2020       | Campanadas de fin de año     | La Sexta                       | Presentador                      |
| 2018              | Liarla Pardo                 | La Sexta                       | Invitado                         |
| 2020              | Improvisando                 | Antena 3                       | Invitado                         |
| 2020              | Pasapalabra                  | Antena 3                       | Invitado                         |
| 2020 – 2021; 2023 | Pongamos que hablo de...     | Atresplayer Premium / La Sexta | Presentador                      |
| 2021 – presente   | Más vale tarde               | La Sexta                       | Presentador                      |
| 2021              | La Roca                      | La Sexta                       | Invitado                         |
| 2024-¿?           | López y Leal contra el canal | Antena 3                       | Concursante junto a Roberto Leal |

## Vida personal
Su pareja es Andrea Ropero, con quien copresentó La Sexta noche entre 2013 y 2019. En septiembre de 2017 la pareja tuvo su primer hijo, al que llamaron Roke. en referencia a San Roque, patrón de Portugalete, pueblo natal de López.